# Église catholique au Kosovo

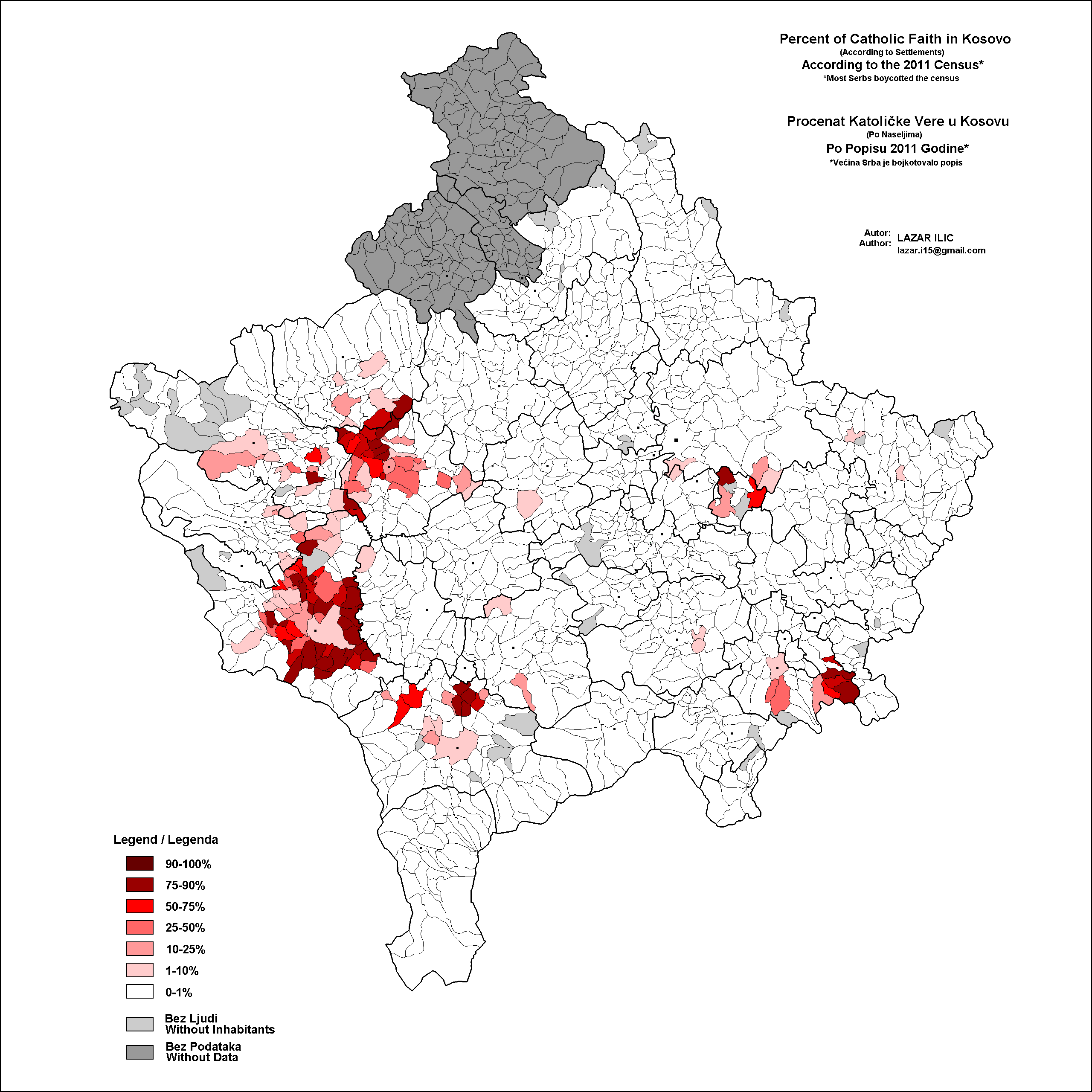
La religion catholique au Kosovo, recensement de 2011.

L'Église catholique au Kosovo  (en albanais : « Kisha Katolike në Kosovë »), désigne l'organisme institutionnel et sa communauté locale ayant pour religion le catholicisme au Kosovo.

## Organisation
L'Église au Kosovo est organisée en une unique juridiction épiscopale, le diocèse de Prizren-Pristina, qui n'est pas soumise à une juridiction nationale au sein d'une église nationale mais qui est une Église particulière exemptée immédiatement soumise à la juridiction universelle du pape, évêque de Rome, au sein de l'« Église universelle ».
Le diocèse de Prizren-Pristina rassemble toutes les paroisses situées au Kosovo.
En étroite communion avec le Saint-Siège, l'évêque du diocèse de Prizren-Pristina est membre d'une instance de concertation, la conférence épiscopale internationale des saints Cyrille et Méthode qui rassemble les évêques du Kosovo, de la Serbie, du Monténégro et de la Macédoine.

## Constitution
La Constitution de 2008 stipule que le Kosovo n'a plus de religions d'État ni officielles et son article 38 du chapitre II précise que « la liberté de manifester la religion peut être limitée par la loi si elle est nécessaire pour protéger la sécurité et l'ordre public, la santé ou les droits d'autres personnes  », autorisant, ainsi l'Église catholique.

## Autres spiritualités
L'Église catholique est une communauté religieuse minoritaire dans une population de 2 millions d'habitants, avec seulement 65 000 catholiques (2,2 %), après les musulmans (95,6 %), et avant les orthodoxes (1,5 %).

## Histoire
Parmi les 33 églises catholiques que compte le Kosovo, certaines, comme l'église Saint-Antoine de Gjakovë et l'église de Saint-Antoine de Prishtinë, ont été vandalisées pendant la guerre du Kosovo (1998-1999), tout comme les 207 mosquées qui ont été endommagées ou détruites. Pendant les « bouleversements » de mars 2004, pas moins de 110 églises orthodoxes ont été endommagés ou détruites par des musulmans extrémistes (voir: destruction du patrimoine albanais au Kosovo (en)).
Au 17 février 2018, 36 États membres de l'ONU, dont le Saint-Siège, n'ont toujours pas reconnu l'indépendance du Kosovo de 2008, contrairement à 116 États ainsi que Taïwan et l'ordre souverain de Malte (voir: réaction du Saint-Siège à la déclaration d'indépendance du Kosovo de 2008 (en)).
Le 5 septembre 2018, fête de Sainte Teresa de Calcutta, l’administration apostolique de Prizren devient le diocèse de Prizern et Pristina. Ce diocèse n'est pas intégré à une province ecclésiastique, mais est directement rattaché au Saint-Siège.